# Coursetia glandulosa
Coursetia glandulosa är en ärtväxtart som beskrevs av Asa Gray. Coursetia glandulosa ingår i släktet Coursetia, och familjen ärtväxter. Inga underarter finns listade i Catalogue of Life.